# Нурзай, Абдул Вахид
Абдул Вахид Нурзай (род. 1 января 1994 или 21 сентября 1993, Кабул) — афганский футболист, игрок клуба «Де Маиванд Аталан». Ныне вместе с клубом выступает в Афганской лиге.

## Карьера
Как и большинство других игроков афганской Премьер-Лиги 2012, Абдул был отобран в кастинге «Green Field», подписав контракт с «Де Маиванд Аталан». Его дебют в команде состоялся 18 сентября 2012 года, когда «Де Маиванд Аталан» сыграл первый матч в премьер-лиге. Тогда клуб играл с «Шахин Асмайе» и выиграл у него со счётом 3:1. Нурзай забил второй гол своей команды. Также забивал во второй игре против «Де Абазин Сейп» (3:0) и в последнем матче группы против «Де Спингар Базан» (1:1). Таким образом, Абдул Вахид Нурзаи — единственный игрок «Де Маиванд Аталан», который во всех матчах группового этапа забил хотя бы один гол.

## Достижения
- Бронзовый призёр чемпионата Афганистана: 2012